# John Hopkinson
John Hopkinson (27 de julio de 1849, Mánchester, Inglaterra - 27 de agosto de 1898, Val d'Herens, Suiza) fue un ingeniero y físico inglés, y dos veces presidente del IEEE, en 1890 y 1896. Contribuyó al desarrollo de la electricidad con el descubrimiento del sistema trifásico para la generación y distribución de la corriente eléctrica, sistema que patentó en 1882. También trabajó en muchas áreas del electromagnetismo y la electrostática. En 1890 fue elegido como profesor de ingeniería eléctrica en el King's College de Londres, donde también fue director del Laboratorio Siemens.
La ley de Hopkinson, contraparte magnética de la ley de Ohm, lleva su nombre.

## Vida y carrera
John Hopkinson nació en Mánchester. Fue el mayor de 13 hermanos. Su padre, también llamado John, era un ingeniero mecánico. Fue educado en Queenwood School en Hampshire y el Owens College en Mánchester. Ganó una beca para el Trinity College, Cambridge en 1867 y se graduó en 1871 como Senior Wrangler. Durante este tiempo también estudió para los exámenes de BSc de la Universidad de Londres. Hopkinson pudo seguir una carrera totalmente académica pero prefirió ingeniería.
Comenzó trabajando en las obras de ingeniería de su padre. En 1872 Hopkinson se empleó como gerente técnico en el departamento de ingeniería del faro de Chance Brothers and Company en Smethwick. En 1877 fue elegido miembro de la Royal Society en reconocimiento a su aplicación de la Teoría electromagnética de Maxwell a los problemas de capacidad electrostática y de la carga residual. En 1878 se trasladó a Londres para trabajar como ingeniero consultor, centrándose en particular en el desarrollo de sus ideas acerca de cómo mejorar el diseño y la eficiencia de las dínamos. La contribución más importante de Hopkinson fue su sistema de distribución de tres hilos, patentado en 1882. En 1883 demostró matemáticamente que es posible conectar dos dínamos de corriente alterna en paralelo, un problema que había atormentado mucho tiempo a los ingenieros eléctricos.
Hopkinson fue dos veces Presidente de la Institución de Ingenieros Eléctricos. Durante su segundo mandato, propuso que la Institución debía poner a disposición los conocimientos técnicos de los ingenieros eléctricos para la defensa del país. En 1897 se formó el Cuerpo de Voluntarios de Ingenieros Eléctricos y Hopkinson se convirtió en uno de los principales al mando del cuerpo.

## Muerte y legado
Hopkinson y tres de sus hijos (John Gustave, Alice y Lina Evelyn) murieron en un accidente de montaña en 1898 en Petite Dent de Veisivi, Val d'Herens, en los Alpes Peninos, Suiza.
En 1899 la extensión del Laboratorio de Ingeniería en el New Museums Site de la Universidad de Cambridge, fue nombrado en su honor. Una placa conmemorativa está fijada a la pared en la Free School Lane. El Hopkinson and Imperial Chemical Industries Professor of Applied Thermodynamics y el laboratorio electro-técnico (1912) en Coupland Street de la Universidad Victoria de Mánchester, también llevan su nombre.